# بابا فرينش
بابا فرينش (بالإنجليزية: Papa French)‏ هو عازف بانجو أمريكي، ولد في 16 نوفمبر 1910 في نيو أورلينز في الولايات المتحدة، وتوفي في 28 سبتمبر 1977.

## روابط خارجية
- بابا فرينش على موقع ميوزك برينز (الإنجليزية)
- بابا فرينش على موقع ديسكوغز (الإنجليزية)